# Maksim Stjopin
Maksim Stjopin né le 8 avril 2003 à Tampere en Finlande, est un footballeur finlandais. Il évolue au poste d'ailier droit au FC Ilves.

## Biographie

### En club
Né à Tampere en Finlande, Maksim Stjopin est notamment formé par le club local du FC Ilves, où il commence sa carrière professionnelle. En 2021 il rejoint le Danemark afin de s'engager en faveur du FC Nordsjælland. Dans un premier temps intégré à l'équipe U19 du club, il est promu en équipe première le 25 septembre 2022.
Il rejoint le HJK Helsinki le 31 janvier 2023, sous la forme d'un prêt jusqu'à la fin de l'année, avec option d'achat.
Stjopin inscrit son premier but pour le HJK le 1er avril 2023, lors de la finale de la coupe de la Ligue finlandaise contre l'AC Oulu. Il entre en jeu et permet à son équipe de s'imposer par deux buts à un.
Il est sacré Champion de Finlande en 2023,.
En janvier 2024, Maksim Stjopin fait son retour au FC Ilves. Le transfert est annoncé le 22 décembre 2023 et il signe un contrat de deux ans, soit jusqu'en décembre 2025.

### En sélection
Maksim Stjopin est sélectionné avec l'équipe de Finlande des moins de 17 ans de 2019 à 2020. Il joue un total de treize matchs avec cette sélection.

## Palmarès
HJK Helsinki
- Coupe de la Ligue finlandaise (1) :
  - Vainqueur : 2023.
- Champion de Finlande (1) :
  - Champion : 2023.